# OMD (樂團)
OMD，全名Orchestral Manoeuvres in the Dark（中文通常翻译为夜半行军乐团或夜行者乐团）是80年代的英國流行電子音樂團體，在其33年的职业音乐道路上，OMD的作品对当时的新浪潮与后朋克音乐运动影响深远。OMD樂團起源於英格蘭西北部的默西赛德郡，由英國維京唱片公司所屬。著名音樂作品有1982年電子樂搭配蘇格蘭風笛的《聖女貞德》（英語：Joan of Arc）、新浪漫派樂風代表情歌《妳若離開》（英語：If You Leave）、反战歌曲《艾诺拉·盖》（英語：Enola Gay）等。
樂團最初由安迪·麦克克鲁斯基与保罗·汉弗莱共同成立，之後兩人成為核心人物。1989年樂團分裂後，Andy McCluskey帶領新成員繼續以OMD名義活動。

## 相關聯結
- 官方網站（页面存档备份，存于）
- Worldwide Discography Website